# Pierfrancesco Favino

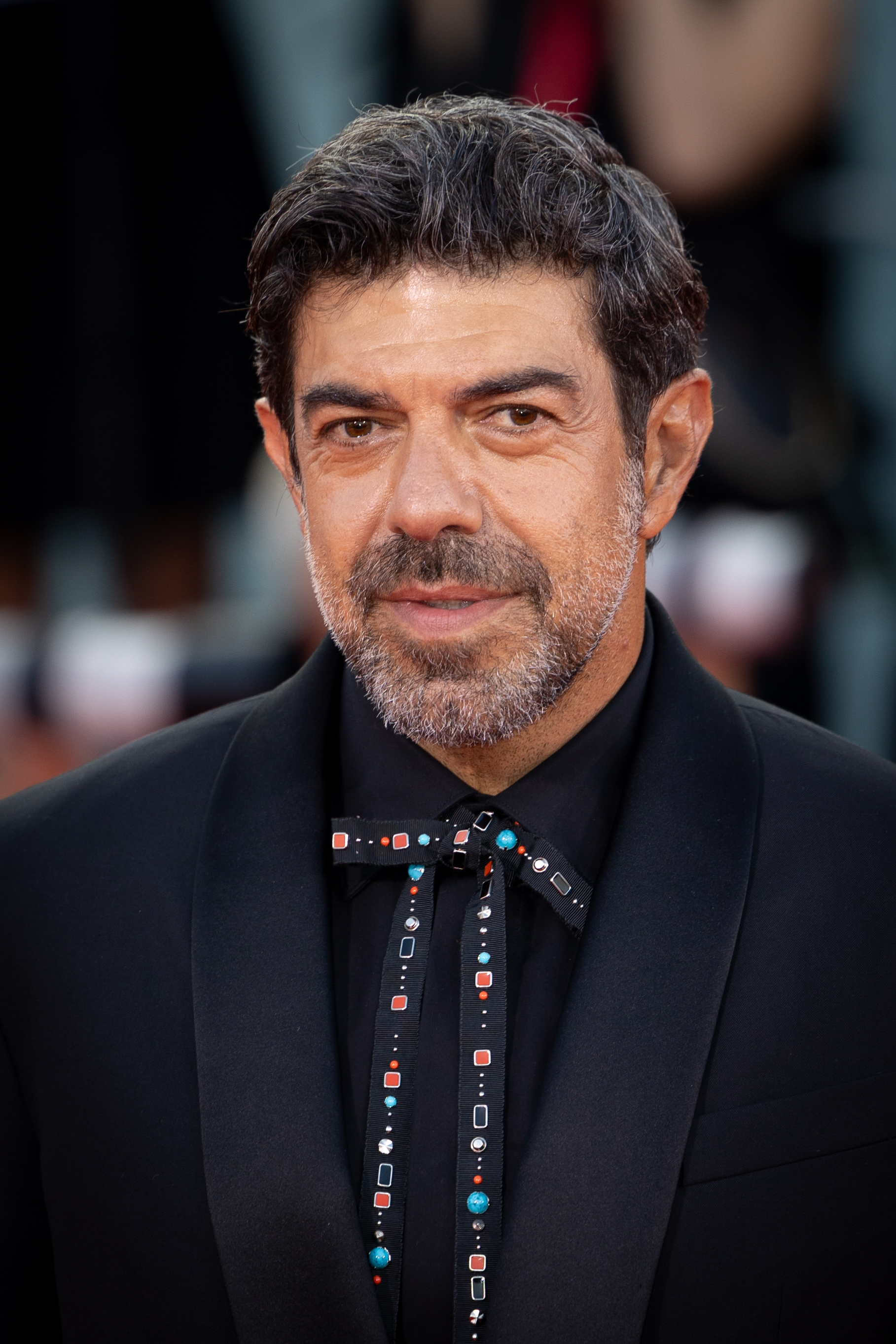
Pierfrancesco Favino (2024)

Pierfrancesco Favino (* 24. August 1969 in Rom) ist ein italienischer Schauspieler.

## Karriere
Favino steht seit 1991 in überwiegend italienischen bzw. europäischen Produktionen vor der Kamera. Bekannt ist seine Rolle in Der Prinz von Homburg (1997) und der 1993/1998 produzierten Miniserie Die Kinderklinik. Sowohl für seine Nebenrolle eines römischen Kriminellen der 1970er Jahre in Michele Placidos Romanzo criminale als auch seine Darstellung des Giuseppe Pinelli in Marco Tullio Giordanas Historiendrama Romanzo di una strage wurde er mit Italiens wichtigsten Filmpreisen David di Donatello und Nastro d’Argento ausgezeichnet.
2001 verkörperte Favino  in Jesuslegenden: Judas die Rolle von Simon dem Zeloten und war 2006 in Nachts im Museum erstmals in einem größeren Hollywoodfilm zu sehen. Weitere Auftritte in Hollywood-Produktionen folgten mit Die Chroniken von Narnia: Prinz Kaspian von Narnia (2008, als Generals Glozelle), Illuminati (2009, als Kommandant Olivetti), World War Z (2013, als Direktor der Forschungseinrichtung der WHO) und Rush – Alles für den Sieg (2013, als Clay Regazzoni).
2012 wurde er als Juryvorsitzender der Reihe Orizzonti der 69. Internationalen Filmfestspiele von Venedig berufen. 2020 wurde er bei der 77. Auflage des Filmfestivals für Padrenostro mit der Coppa Volpi als bester Darsteller des Festivals ausgezeichnet. Sowohl für Padrenostro als auch seine Hauptrolle in Nostalgia (2022) erhielt er Nominierungen für den Europäischen Filmpreis zuerkannt.
Im Jahr 2024 wurde er beim 77. Filmfestival von Cannes als Jurymitglied des Hauptwettbewerbs ausgewählt.

## Filmografie (Auswahl)
- 1993/1998: Die Kinderklinik (Amico mio)
- 1997: In barca a vela contromano
- 1999: Falcone – Im Fadenkreuz der Mafia (Excellent Cadavers, Fernsehfilm)
- 2000: Padre Pio
- 2001: Ein letzter Kuss (L'ultimo bacio)
- 2001: Judas (Giuda) (Fernsehfilm)
- 2001: Thomas (Tommaso) (Fernsehfilm)
- 2002: El Alamein – Ägypten 1942, die Hölle des Wüstenkrieges (El Alamein)
- 2004: Die Hausschlüssel (Le chiavi di casa)
- 2005: Romanzo Criminale
- 2006: Nachts im Museum (Night at the Museum)
- 2006: Die Unbekannte (La sconosciuta)
- 2007: Saturno contro – In Ewigkeit Liebe (Saturno contro)
- 2008: Die Chroniken von Narnia: Prinz Kaspian von Narnia (The Chronicles of Narnia: Prince Caspian)
- 2008: Buffalo Soldiers ’44 – Das Wunder von St. Anna (Miracle at St. Anna)
- 2009: Illuminati
- 2010: Was will ich mehr (Cosa voglio di più)
- 2012: A.C.A.B. – All Cops Are Bastards
- 2012: Romanzo di una strage
- 2013: World War Z
- 2013: Rush – Alles für den Sieg (Rush)
- seit 2014: Marco Polo (Webserie)
- 2015: Suburra – 7 Tage bis zur Apokalypse
- 2017: Meine Cousine Rachel (My Cousin Rachel)
- 2018: The Catcher Was a Spy
- 2018: Zuhause ist es am schönsten (A casa tutti bene)
- 2019: Il Traditore – Als Kronzeuge gegen die Cosa Nostra (Il traditore)
- 2020: Hammamet
- 2020: Gli anni più belli
- 2020: Padrenostro
- 2022: Nostalgia
- 2022: Der Kolibri – Chronik einer Liebe (Il colibrì)
- 2023: Die letzte Nacht in Mailand (L’ultima notte di Amore)
- 2023: Der Kommandant – Entscheidung im Atlantik (Comandante)
- 2023: Adagio
- 2024: Der Graf von Monte Christo (Le Comte de Monte-Cristo)
- 2024: Maria
- 2025: Enzo